# Battaglia di Cheronea (87 a.C.)
La prima battaglia di Cheronea fu combattuta tra Romani e truppe mitridatiche del Ponto, agli inizi dell'87 a.C. Lo scontro vide vincitore, dopo ben tre giorni, lo schieramento romano.

## Contesto storico
L'espansionismo da parte di Mitridate era iniziata verso la fine dell'89 a.C., con due vittorie sulle forze prima del re di Bitinia, Nicomede IV e poi contro lo stesso Manio Aquilio, a capo della delegazione e dell'esercito romano in Asia Minore. L'anno successivo Mitridate decise di continuare nel suo progetto di occupazione dell'intera penisola anatolica, ripartendo dalla Frigia. La sua avanzata proseguì, passando dalla Frigia alla Misia, e toccando quelle parti di Asia che erano state recentemente acquisite dai Romani. Poi mandò i suoi ufficiali per le province adiacenti, sottomettendo la Licia, la Panfilia, ed il resto della Ionia.
A Laodicea sul fiume Lico, dove la città stava ancora resistendo, grazie al contributo del proconsole Quinto Oppio, Mitridate fece questo annuncio sotto le mura della città:
(Appiano, Guerre mitridatiche, 20.)
Dopo questo annuncio, gli abitanti di Laodicea lasciarono liberi i mercenari, ed inviarono Oppio con i suoi littori a Mitridate, il quale però decise di risparmiare il generale romano.
Non molto tempo dopo Mitridate riuscì a catturare anche Manio Aquilio, che egli riteneva il principale responsabile di questa guerra e lo uccise barbaramente.
Sembra che a questo punto, la maggior parte delle città della Asia si arresero al conquistatore pontico, accogliendolo come un liberatore dalle popolazioni locali, stanche del malgoverno romano, identificato da molti nella ristretta cerchia dei pubblicani. Rodi, invece, rimase fedele a Roma.
Non appena queste notizie giunsero a Roma, il Senato emise una solenne dichiarazione di guerra contro il re del Ponto, seppure nell'Urbe vi fossero gravi dissensi tra le due principali fazioni interne alla Res publica (degli Optimates e dei Populares) ed una guerra sociale non fosse stata del tutto condotta a termine. Si procedette, quindi, a decretare a quale dei due consoli, sarebbe spettato il governo della provincia d'Asia, e questa toccò in sorte a Lucio Cornelio Silla.
Mitridate, preso possesso della maggior parte dell'Asia Minore, dispose che tutti coloro, liberi o meno, che parlavano una lingua italica, fossero barbaramente trucidati, non solo quindi i pochi soldati romani rimasti a presidio delle guarnigioni locali. 80 000 tra cittadini romani e non, furono massacrati nelle due ex-province romane d'Asia e Cilicia (episodio noto come Vespri asiatici).
La situazione precipitò ulteriormente, quando a seguito delle ribellioni nella provincia asiatica, insorse anche l'Acaia. Il governo della stessa Atene, fu rovesciato da un certo Aristione, che poi si dimostrò a favore di Mitridate, meritandosi dallo stesso il titolo di amico. Il re del Ponto appariva ai loro occhi come un liberatore della grecità, quasi fosse un nuovo Alessandro Magno.
Nel corso dell'inverno dell'88/87 a.C. infatti, la flotta pontica, sotto la guida dell'ammiraglio Archelao, invadeva Delo (che si era ribellata ad Atene) e restituiva tutte le sue roccaforti agli Ateniesi. In questo modo Mitridate portò a se stesso nuove alleanze oltre che tra gli Achei, anche tra Lacedemoni e Beoti (tranne la città di Thespiae, che fu subito dopo stretta d'assedio). Allo stesso tempo, Metrofane, che era stato inviato da Mitridate con un altro esercito, devastò i territori dell'Eubea, oltre al territorio di Demetriade e Magnesia, che si erano rifiutate di seguire il re del Ponto. Il grosso delle armate romane non poté però intervenire in Acaia, se non ad anno inoltrato, a causa dei difficili scontri interni tra la fazione dei populares, capitanate da Gaio Mario, e quella degli optimates, condotta da Lucio Cornelio Silla. Alla fine ebbe la meglio quest'ultimo, il quale ottenne che venisse affidata a lui la conduzione della guerra contro il re del Ponto.

## Battaglia
Un primo intervento da parte dei Romani fu fatto attraverso il vice-governatore della provincia romana di Macedonia, Quinto Bruzzio Sura, il quale si diresse contro Metrofane con un piccolo esercito, e con lo stesso ebbe uno scontro navale, dove riuscì ad affondare una grossa nave ed una hemiolia (tipo di galea greca per il trasporto di truppe), oltre ad uccidere tutti coloro che si trovavano a bordo di queste imbarcazioni. Di questo personaggio Plutarco ci rivela che:
(Plutarco, Vita di Silla, 11.)
Poi continuò la sua navigazione facendo irruzione nel porto dell'isola di Skiathos, covo di pirati, dove crocifisse gli schiavi e tagliò le mani dei liberti che lì si erano rifugiati.
Rivolse, infine, il suo piccolo esercito contro la Beozia, dopo aver ricevuto rinforzi per 1 000 armati tra cavalieri e fanti dalla Macedonia. Vicino a Cheronea fu impegnato in battaglia per ben tre giorni contro Archelao ed Aristione, senza che nessuna delle due parti potesse prevalere sull'altra. Quando Lacedemoni ed Achei vennero in aiuto delle truppe mitridatiche, Bruzzio preferì ritirarsi al Pireo, fino a quando Archelao non si avvicinò con la sua flotta e ottenne la resa anche di questa località. Ancora Plutarco aggiunge:
(Plutarco, Vita di Silla, 11.)

## Conseguenze
Tutto ciò avveniva mentre Lucio Cornelio Silla stava addestrando ed arruolando l'esercito, per recarsi in Oriente a combattere Mitridate VI. Vi è da aggiungere che Gaio Mario, avendo ancora l'ambizione di essere lui, e non Silla, a guidare l'esercito romano contro il re del Ponto, era riuscito a convincere il tribuno Publio Sulpicio Rufo a convocare una seduta straordinaria del Senato per annullare la precedente decisione di affidare il comando a Silla. Quest'ultimo, appresa la notizia, prese una decisione grave e senza precedenti: scelse le 6 legioni a lui più fedeli e, alla loro testa, si diresse verso Roma stessa. Nessun generale, in precedenza, aveva mai osato violare con l'esercito il perimetro della città (il cosiddetto pomerio). Egli, dopo avere preso opportuni provvedimenti compiendo una prima strage dei suoi oppositori, tornò a Capua, pronto ad imbarcarsi con l'esercito per l'imminente campagna militare e passò quindi in Grecia con cinque legioni. Non appena ebbe rifocillato le truppe, mosse in direzione di Archelao, pronto ad attaccarlo. L'obbiettivo rimaneva Atene, che poco dopo fu assediata lungamente, fino a quando la città non cadde in mani romane.